# Torremontalbo
Torremontalbo est une commune de la communauté autonome de La Rioja, en Espagne.